# I Love You Always Forever
"I Love You Always Forever" là một bài hát của nghệ sĩ thu âm người xứ Wales Donna Lewis nằm trong album phòng thu đầu tay của cô, Now in a Minute (1996). Nó được phát hành vào ngày 14 tháng 5 năm 1996 ở Hoa Kỳ và ở Vương quốc Anh vào ngày 22 tháng 8 năm 1996 như là đĩa đơn đầu tiên trích từ album bởi Atlantic Records, đồng thời là đĩa đơn đầu tay trong sự nghiệp của nữ ca sĩ. Bài hát được viết lời và sản xuất bởi Lewis, bên cạnh sự tham gia đồng sản xuất từ Kevin Killen, cộng tác viên quen thuộc xuyên suốt sự nghiệp của cô. Được lấy cảm hứng từ tiểu thuyết năm 1952 của H. E. Bates Love for Lydia, "I Love You Always Forever" là một bản pop ballad kết hợp với những âm thanh của đàn piano, đàn guitar, đàn synthesizer và bộ gõ, mang nội dung đề cập đến tình yêu bất diệt của một cô gái đối với một chàng trai, trong đó cô khẳng định rằng cô sẽ luôn luôn yêu anh ấy và kéo dài đến mãi mãi về sau.
Sau khi phát hành, "I Love You Always Forever" nhận được những phản ứng tích cực từ các nhà phê bình âm nhạc, trong đó họ đánh giá cao chất giọng nhẹ nhàng nhưng lôi cuốn của Lewis, quá trình sản xuất cũng như việc kết hợp hiệu quả nhiều loại cụ của nó. Bài hát cũng gặt hái những thành công vượt trội về mặt thương mại với việc lọt vào top 10 ở hầu hết những quốc gia nó xuất hiện, bao gồm nhiều thị trường lớn như Úc, Áo, Canada, Đan Mạch, Pháp, Đức, Ireland, New Zealand, Na Uy, Thụy Sĩ và Vương quốc Anh. Tại Hoa Kỳ, "I Love You Always Forever" đạt vị trí thứ hai trên bảng xếp hạng Billboard Hot 100, trở thành đĩa đơn đầu tiên và duy nhất của Lewis vươn đến top 10 tại đây. Ngoài ra, nó cũng trụ vững ở vị trí này trong chín tuần liên tiếp (đứng sau "Macarena (Bayside Boys Mix)" của Los del Río), trở thành một trong những bài hát đạt vị trí thứ hai lâu nhất mà không đạt ngôi vị quán quân, đồng thời nắm giữ một số kỷ lục về lượng yêu cầu trên sóng phát thanh vào thập niên 1990.
Video ca nhạc cho "I Love You Always Forever" được đạo diễn bởi Randee St.Nicholas, trong đó bao gồm những cảnh Lewis mặc trang phục trắng và hát trong một phòng tối, xen kẽ với những hình ảnh nữ ca sĩ trình diễn nó trong một không gian kín và với một cây đàn piano. Để quảng bá bài hát, nữ ca sĩ đã trình diễn nó trên nhiều chương trình truyền hình và lễ trao giải lớn, bao gồm The Rosie O'Donnell Show, Top of the Pops và giải Brit năm 1997, cũng như trong nhiều chuyến lưu diễn của cô. Được ghi nhận là bài hát trứ danh trong sự nghiệp của Lewis, "I Love You Always Forever" đã được hát lại và sử dụng làm nhạc mẫu bởi nhiều nghệ sĩ, như Eve, Marit Larsen và Betty Who, trong đó phiên bản hát lại của Who đã đạt vị trí thứ sáu ở Úc và đứng đầu bảng xếp hạng Dance Club Songs của Billboard, cũng như xuất hiện trong một số tác phẩm điện ảnh và truyền hình, bao gồm Beverly Hills, 90210, Ex with Benefits và King of the Hill.

## Danh sách bài hát
Đĩa CD tại châu Âu
1. "I Love You Always Forever" (radio chỉnh sửa) – 3:21
2. "I Love You Always Forever" (Philly phối) – 4:00
3. "I Love You Always Forever" (Sylk 130 phối lại) – 9:00

Đĩa CD tại Anh quốc
1. "I Love You Always Forever" (bản album) – 3:59
2. "Pink Chairs" – 3:26
3. "Have You Ever Loved" – 3:31
4. "I Love You Always Forever" (Philly phối) – 4:00

Đĩa CD tại Hoa Kỳ
1. "I Love You Always Forever" (radio chỉnh sửa) – 3:21
2. "Simone" (bản album) – 4:26

## Xếp hạng
| Bảng xếp hạng (1996)                  | Vị trí cao nhất |
| ------------------------------------- | --------------- |
| Úc (ARIA)                             | 2               |
| Áo (Ö3 Austria Top 40)                | 3               |
| Bỉ (Ultratop 50 Flanders)             | 12              |
| Bỉ (Ultratop 50 Wallonia)             | 10              |
| Canada (RPM)                          | 3               |
| Canada Adult Contemporary (RPM)       | 1               |
| Đan Mạch (Tracklisten)                | 10              |
| Châu Âu (European Hot 100 Singles)    | 6               |
| Pháp (SNEP)                           | 5               |
| Đức (Official German Charts)          | 7               |
| Ireland (IRMA)                        | 3               |
| Hà Lan (Dutch Top 40)                 | 19              |
| Hà Lan (Single Top 100)               | 25              |
| New Zealand (Recorded Music NZ)       | 9               |
| Na Uy (VG-lista)                      | 3               |
| Scotland (OCC)                        | 4               |
| Thụy Điển (Sverigetopplistan)         | 16              |
| Thụy Sĩ (Schweizer Hitparade)         | 6               |
| Anh Quốc (OCC)                        | 5               |
| Hoa Kỳ Billboard Hot 100              | 2               |
| Hoa Kỳ Adult Contemporary (Billboard) | 2               |
| Hoa Kỳ Adult Pop Airplay (Billboard)  | 1               |
| Hoa Kỳ Pop Airplay (Billboard)        | 1               |
| Hoa Kỳ Rhythmic (Billboard)           | 2               |

| Bảng xếp hạng (1996)                 | Vị trí |
| ------------------------------------ | ------ |
| Australia (ARIA)                     | 13     |
| Austria (Ö3 Austria Top 40)          | 23     |
| Belgium (Ultratop 50 Flanders)       | 100    |
| Belgium (Ultratop 50 Wallonia)       | 96     |
| Canada (RPM)                         | 12     |
| Canada Adult Contemporary (RPM)      | 5      |
| Europe (European Hot 100 Singles)    | 48     |
| France (SNEP)                        | 51     |
| Germany (Official German Charts)     | 74     |
| Japan (Tokyo Hot 100)                | 12     |
| Netherlands (Dutch Top 40)           | 162    |
| Norway Summer Period (VG-lista)      | 20     |
| Sweden (Sverigetopplistan)           | 95     |
| UK Singles (Official Charts Company) | 36     |
| US Billboard Hot 100                 | 8      |
| US Adult Contemporary (Billboard)    | 20     |
| US Adult Top 40 (Billboard)          | 6      |
| Bảng xếp hạng (1997)                 | Vị trí |
| Canada Adult Contemporary (RPM)      | 63     |
| US Billboard Hot 100                 | 64     |
| US Adult Contemporary (Billboard)    | 18     |

| Bảng xếp hạng (1990–99) | Vị trí |
| ----------------------- | ------ |
| US Billboard Hot 100    | 71     |

| Bảng xếp hạng            | Vị trí |
| ------------------------ | ------ |
| US Billboard Hot 100     | 378    |
| US Pop Songs (Billboard) | 10     |

## Chứng nhận
| Quốc gia                                                                           | Chứng nhận | Số đơn vị/doanh số chứng nhận |
| ---------------------------------------------------------------------------------- | ---------- | ----------------------------- |
| Úc (ARIA)                                                                          | Bạch kim   | 70.000^                       |
| Pháp (SNEP)                                                                        | Vàng       | 250.000*                      |
| Đức (BVMI)                                                                         | Vàng       | 250.000^                      |
| New Zealand (RMNZ)                                                                 | Vàng       | 5.000*                        |
| Na Uy (IFPI)                                                                       | Vàng       | 5.000*                        |
| Anh Quốc (BPI)                                                                     | Vàng       | 400.000‡                      |
| Hoa Kỳ (RIAA)                                                                      | Vàng       | 800,000                       |
| * Chứng nhận dựa theo doanh số tiêu thụ. ^ Chứng nhận dựa theo doanh số nhập hàng. |            |                               |